# 14206 Sehnal
14206 Sehnal este un asteroid din centura principală de asteroizi.

## Descriere
14206 Sehnal este un asteroid din centura principală de asteroizi. A fost descoperit pe 15 februarie 1999 la Observatorul Kleť de Miloš Tichý și Zdeněk Moravec
. Asteroidul prezintă o orbită caracterizată de o semiaxă mare de 3,22 ua, o excentricitate de 0,18 și o înclinație de 8,4° în raport cu ecliptica.